# Plagodis gigantea
Plagodis gigantea là một loài bướm đêm trong họ Geometridae.